# Universa
Die Universa Versicherungen (Eigenschreibweise: uniVersa) – dazu zählen die Universa Lebensversicherung a.G., die Universa Krankenversicherung a.G. und als 100%ige Tochter die Universa Allgemeine Versicherung AG – sind eine Unternehmensgruppe mit Sitz in Nürnberg.
Sie hat bundesweit rund 7.000 Außendienst- und Vertriebspartner. 2023 beschäftigten die uniVersa-Gesellschaften 830 Innendienst-Mitarbeitende und 61 Auszubildende in der Hauptverwaltung und den 21 Geschäftsstellen. Im Jahr 2023 betrugen die gebuchten Bruttobeiträge 905,4 Millionen Euro.

## Unternehmensstruktur
Die Hauptgesellschaften sind ein Versicherungsverein auf Gegenseitigkeit. Erwirtschaftete Überschüsse werden an die Kunden ausgeschüttet.
Partner der uniVersa Versicherungen sind die Wüstenrot Bausparkasse, ARAG SE und die Deutsche Rechtsschutz-Versicherung AG (DEURAG).
Zu den uniVersa Versicherungen zählen die:
- uniVersa Lebensversicherung a. G.
- uniVersa Krankenversicherung a. G.
- uniVersa Allgemeine Versicherung AG (100%ige Tochter der uniVersa Krankenversicherung a. G.)

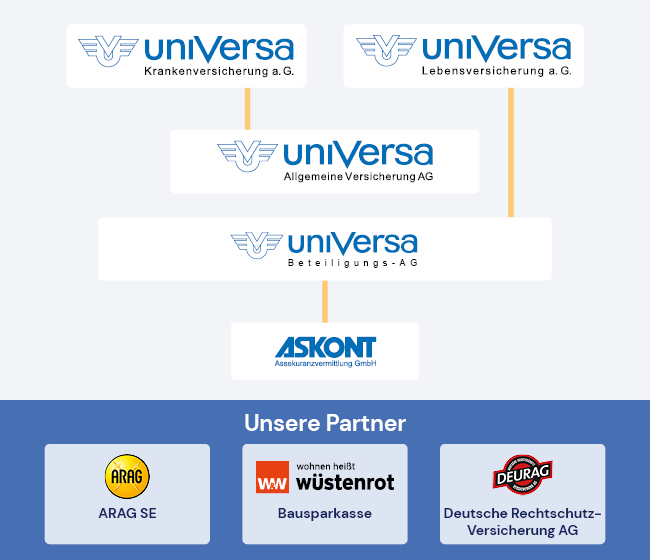
uniVersa Unternehmensstruktur

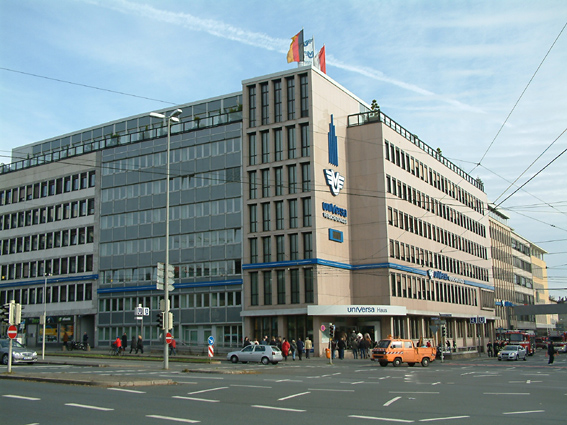
Universa-Haus Nürnberg

- uniVersa Beteiligungs-AG

## Firmengeschichte

### 19. Jahrhundert
Die uniVersa Krankenversicherung wurde 1843 gegründet. Damit ist sie die älteste private Krankenversicherung Deutschlands.
Mitte des 19. Jahrhunderts hatte sich der Staat noch nicht der sozialen Fürsorge angenommen. Um den krankheitsbedingten Verdienstausfall decken zu können, gründeten Nürnberger Tabakfabrikarbeiter auf Initiative von Georg Heine, einem Nürnberger Tabakfabrikarbeiter, am 5. März 1843 einen Krankenunterstützungsverein für Tabakfabrikarbeiter. In den folgenden Jahren wurde hieraus der Krankenunterstützungsverein für Fabrikarbeiter und später der Nürnberger allgemeine Kranken-Unterstützungs-Verein.
Mit der Gründung des Nürnberger Frauenstifts im Jahr 1857 wurde die Sterbekasse eingeführt. Diese Einrichtung war der Vorläufer der heutigen uniVersa Lebensversicherung.

### 1900 bis 1950
1922 wurde die Versicherung auf den Todes- und Erlebensfall eingeführt. Ein Jahr später verschmolz der Nürnberger allgemeine Kranken-Unterstützungs-Verein mit der allgemeinen Volkskrankenkasse.
1933 wurde die allgemeine Volkssterbekasse genehmigt, auf die im Zuge der Spartentrennung der Lebensversicherungsbestand der Allgemeinen Volkskrankenkasse übertragen wurde. Ein Jahr darauf wurde die Krankheitskostenversicherung aufgenommen.

### 1950 bis heute
1951 erfolgte die Umwandlung der Allgemeine Volkssterbekasse in einen großen Versicherungsverein auf Gegenseitigkeit unter dem Namen uniVersa Lebensversicherungsanstalt a. G. Gleichzeitig wurden die uniVersa Sachversicherungsgesellschaft a. G. gegründet und auch der Name „uniVersa“ für die beiden Gesellschaften eingeführt. Ein weiteres Jahr später bezog das Unternehmen das neue Hauptverwaltungsgebäude in der Sulzbacher Straße 1–7 in Nürnberg. Hier befindet sich weiterhin der Hauptsitz der uniVersa.
Im Jahr 1957 wurde das Geschäftsgebiet auf die Bundesrepublik Deutschland und das Land Berlin ausgedehnt werden. Außerdem beteiligte sich die uniVersa als Gründungsmitglied an der Aachener Bausparkasse AG und nahm die Zusammenarbeit auf. 1965 wurde der Sachversicherungsbestand auf die neu gegründete uniVersa Versicherungs-AG übertragen und der noch heute gültige Firmenname uniVersa Krankenversicherung a. G. wurde eingeführt. 1986 erfolgte die Umbenennung in die heute noch gültigen Firmennamen uniVersa Lebensversicherung a. G. und uniVersa Allgemeine Versicherung AG. 1993 feierte die uniVersa Krankenversicherung a. G. ihr 150-jähriges Bestehen als älteste private Krankenversicherung in Deutschland.

## Belege
1. ↑  Geschäftsbericht 2022, abgerufen unter: https://www.universa.de/ueber-uns/unternehmen/kennzahlen-und-unternehmensberichte/
2. ↑  Kennzahlen und Unternehmensberichte - uniVersa Versicherungen. Abgerufen am 11. Februar 2021.
3. ↑  Struktur - uniVersa Versicherungen. Abgerufen am 23. April 2021.
4. 1 2 3  Historie - uniVersa Versicherungen. Abgerufen am 21. Juli 2021.

Koordinaten: 49° 27′ 28,7″ N, 11° 5′ 23,9″ O